# Arenaria yunus-emrei
Arenaria yunus-emrei är en nejlikväxtart som beskrevs av Aytaç och Hayri Duman. Arenaria yunus-emrei ingår i släktet narvar, och familjen nejlikväxter. Inga underarter finns listade i Catalogue of Life.